# Đại học Hatyai
Đại học Hatyai là một trường đại học tư thục tại Hatyai, tỉnh Songkhla của Thái Lan. Trường được thành lập năm 1997 và hiện có các khóa đào tạo đại học với các khoa:
- Khoa Quản trị Kinh doanh
- Khoa Luật
- Khoa Nghệ thuật tự do
- Khoa Khoa học và Công nghệ
- Khoa Nghệ thuật giao tiếp

Trường cũng có các chương trình đào tạo quảnt lý giáo dục và quản trị kinh doanh.